# Szanjangozaur
Szanjangozaur (Shanyangosaurus niupanggouensis) – dinozaur z grupy celurozaurów (Coelurosauria).
Żył w okresie późnej kredy (ok. 71-65 mln lat temu) na terenach wschodniej Azji. Długość ciała ok. 2,5 m, wysokość ok. 80 cm, masa ciała ok. 70 kg. Jego szczątki znaleziono w Chinach (w prowincji Shaanxi).
Klasyfikowanie tego dinozaura do celurozaurów jest niepewne. Wykazuje on jednak pewne podobieństwo do mikrowenatora. Thomas R. Holtz, Jr. klasyfikuje go do Avetheropoda – taksonu nadrzędnego w stosunku do celurozaurów.